# Александер Гелар
Александер Гелар (нім. Alexander Gelhaar; 24 листопада 1908, Франкфурт-на-Майні — 14 жовтня 1939, Атлантичний океан) — німецький офіцер-підводник, капітан-лейтенант крігсмаріне.

## Біографія
В 1927 році вступив на флот. З вересня 1935 по вересень 1936 року пройшов курс командира підводного човна. З 1 жовтня 1936 по 2 лютого 1938 року — командир підводного човна U-1, після чого служив на штабних посадах. З 25 червня 1938 року — командир U-45, на якому здійснив 2 походи (разом 34 дні в морі). 14 жовтня 1939 року U-45 був потоплений в Північній Атлантиці південно-західніше Ірландії (50°58′ пн. ш. 12°57′ зх. д.) глибинними бомбами британських есмінців «Інглфілд», «Айвенго», «Інтрепід» та «Ікарус». Всі 38 членів екіпажу загинули.
Всього за час бойових дій потопив 2 кораблі загальною водотоннажністю 19 313 тонн.
| Дата           | Назва корабля | Тип               | Тоннаж | Вантаж                                                     | Екіпаж | Загинули | Країна             | Конвой |
| -------------- | ------------- | ----------------- | ------ | ---------------------------------------------------------- | ------ | -------- | ------------------ | ------ |
| 14 жовтня 1939 | Lochavon      | Торговий теплохід | 9,205  | Генеральні вантажі, у тому числі 31 000 ящиків сухофруктів | 62     | 0        | Британська імперія | KJF-3  |
| 14 жовтня 1939 | Bretagne      | Торговий пароплав | 10,108 | Генеральні вантажі                                         | ?      | 7        | Франція            | KJF-3  |

## Нагороди
- Морський кадет (11 жовтня 1927)
- Фенріх-цур-зее (1 квітня 1929)
- Лейтенант-цур-зее (1 жовтня 1931)
- Оберлейтенант-цур-зее (1 липня 1933)
- Капітан-лейтенант (1 жовтня 1936)
- Медаль «За вислугу років у Вермахті» 4-го і 3-го класу (12 років)